# Клуб Нилтона Мендеса
Клуб Нилтона Мендеса — символический клуб иностранных футболистов, забивших за карьеру 50 и более голов за казахстанские команды на высшем уровне. Клуб назван именем Нилтона Мендеса, бразильского футболиста павлодарского «Иртыша» и других казахстанских команд, забившего первым сто мячей среди иностранных футболистов. Нилтон Мендес большую часть свои голов забил в составе павлодарского «Иртыша» — 58 . Сотый гол был им забит 3 июня 2006 года в домашнем матче девятого тура чемпионата Казахстана между карагандинским «Шахтёром» и «Атырау», тогда на 86-й минуте встречи третий мяч в ворота «Атырау», забитый Мендесом, стал для него юбилейным, а горняки одержали убедительную победу со счётом — 3:1.
Клуб бомбардиров-легионеров казахстанских команд основан 26 октября 2017 года спортивным журналистом Виктором Хохлюком и назван в честь бразильского нападающего Нилтона Мендеса, который первым среди легионеров сумел забить 100 мячей за казахстанские футбольные клубы.

## Регламент
1. Право на вступление в Клуб имеют футболисты:

1.1 Забившие за свою карьеру, на высшем клубном уровне не менее 50 голов за футбольные команды Казахстана.

1.2 Имеющие гражданство другой страны.
2. Для футболистов, членов Клуба зачисляются забитые голы в следующих соревнованиях:

2.1 Чемпионат (Премьер-лига/Суперлига/Высшая лига), Кубок и Суперкубок Казахстана.

2.2 Лига чемпионов УЕФА (ранее Кубок чемпионов), Лига чемпионов АФК, Лига Европы (Кубок УЕФА) и Кубок обладателей кубков, Кубок АФК, Суперкубок УЕФА, Кубок Интертото, Межконтинентальный Кубок и Клубный чемпионат Мира.
3. Цель Клуба бомбардиров — легионеров:

3.1 Сохранить для истории казахстанского футбола лучших бомбардиров — легионеров казахстанских клубов (воспитанников футбола других государств) прошлого века и бомбардиров нынешнего поколения.
4. Название Клуба бомбардиров-легионеров:

4.1 В честь бразильского футболиста Нилтона Мендеса, который первым забил 100 мячей, выступая в официальных турнирах за команды Казахстана среди футболистов-легионеров.

## Члены клуба
Данные на 7 августа 2023
| #  | Гражданство        | Имя                  | Чемпионат | Кубок | Еврокубки | Всего |
| -- | ------------------ | -------------------- | --------- | ----- | --------- | ----- |
| 1  | Флаг Узбекистана   | Улугбек Бакаев       | 111       | 10    | 2         | 123   |
| 2  | Флаг Хорватии      | Марин Томасов        | 82        | 7     | 19        | 108   |
| 3  | Флаг Кот-д’Ивуара  | Жерар Гоу            | 88        | 8     | 11        | 107   |
| 4  | Флаг Бразилии      | Нилтон Мендес        | 79        | 13    | 10        | 102   |
| 5  | Флаг Бразилии      | Жуан Паулу           | 74        | 6     | 0         | 80    |
| 6  | Флаг Узбекистана   | Жафар Ирисметов      | 62        | 13    | 1         | 76    |
| 7  | Флаг Туркменистана | Реджепмурад Агабаев  | 60        | 12    | 1         | 73    |
| 8  | Флаг Ганы          | Патрик Твумаси       | 48        | 6     | 15        | 69    |
| 9  | Флаг России        | Сергей Струков       | 53        | 11    | 2         | 66    |
| 10 | Флаг Беларуси      | Игорь Зенькович      | 52        | 10    | 2         | 64    |
| 11 | Флаг России        | Константин Головской | 52        | 9     | 2         | 63    |
| 12 | Флаг Украины       | Виталий Кицак        | 48        | 7     | 2         | 57    |
| 13 | Флаг Молдовы       | Игорь Бугаёв         | 41        | 11    | 1         | 53    |
| 14 | Флаг Туркменистана | Дидарклыч Уразов     | 42        | 8     | 0         | 50    |

| №   | Кандидаты          | Всего | ЧК | КК | ЕК |
| --- | ------------------ | ----- | -- | -- | -- |
| 1   | Адеринсола Эсеола  | 45    | 40 | 0  | 5  |
| 2-3 | Жуниор Кабананга   | 42    | 31 | 5  | 6  |
| 2-3 | Абдуллай Диакате   | 42    | 39 | 2  | 1  |
| 4-5 | Малик Мане         | 39    | 37 | 0  | 2  |
| 4-5 | Джордже Деспотович | 39    | 30 | 5  | 4  |
| 6   | Душан Савич        | 35    | 34 | 1  | 0  |
| 7   | Александр Гейнрих  | 33    | 28 | 2  | 3  |

## Публикации Клуба Нилтона Мендеса
Когда был основан Клуба Нилтона Мендеса (октябрь 2017 года), то публикации выходили на казахстанском сайте «FFA – Футбол. Факты. Аналитика» из Алматы при поддержке его главного редактора Владимира Мальцева. Позже портал был закрыт, а бомбардирский Клуб «переехал» на сайт истории и статистики «Казахстанский футбол».